# Dortan
Dortan är en kommun i departementet Ain i regionen Auvergne-Rhône-Alpes i östra Frankrike. Kommunen ligger  i kantonen Oyonnax-Nord som ligger i arrondissementet Nantua. Kommunens areal är 18,11 km². År 2022 hade Dortan 2 013 invånare.

## Befolkningsutveckling
Antalet invånare i kommunen Dortan
Referens: INSEE